# Problema del servilletero

Animación del corte de un servilletero con altura constante.

Si se perfora un agujero cilíndrico de altura h concentricamente en una esfera, el volumen del anillo resultante no depende del tamaño de la esfera. Para una esfera grande, el anillo será muy largo pero también muy delgado.

En geometría, el problema de servilletero implica determinar el volumen de una "banda" de altura especificada alrededor de una esfera, es decir, la parte que queda después de perforar un agujero cilíndrico circular a través del centro de la esfera. Es un hecho contrario a la intuición que este volumen no depende del radio de la esfera original, sino solo de la altura de la banda resultante.
El problema se llama así porque después de vaciar un cilindro de la esfera, la banda restante se asemeja a la forma de un servilletero.

## Historia
Un primer estudio de este problema fue descrito por el matemático japonés del siglo XVII Seki Kōwa. Según Smith y Mikami (1914), Seki llamó a este sólido un anillo de arco, o en japonés kokan o kokwan.

## Planteamiento
Supóngase que el eje de un cilindro pasa por el centro de una esfera de radio R y que h representa la altura (definida como la distancia en una dirección paralela al eje) de la parte del cilindro que está dentro de la esfera. La "banda" es la parte de la esfera que queda fuera del cilindro. El volumen de la banda depende de h, pero no de R:
{\displaystyle V={\frac {\pi h^{3}}{6}}.}
A medida que el radio R de la esfera se reduce, el diámetro del cilindro también debe reducirse para que h permanezca igual. La banda se vuelve más gruesa, y esto aumenta su volumen. Pero también se acorta el perímetro de la circunferencia, y esto disminuye su volumen. Los dos efectos se anulan mutuamente. En el caso extremo de la esfera más pequeña posible, el cilindro desaparece (su radio se vuelve cero) y la altura h es igual al diámetro de la esfera. En este caso, el volumen de la banda es el volumen de la esfera completa, que coincide con la fórmula dada anteriormente.

## Demostración
Supóngase que el radio de la esfera es {\displaystyle R} y la altura del orificio cilíndrico es {\displaystyle h}.
Por el Teorema de Pitágoras, el radio del cilindro es
{\displaystyle {\sqrt {R^{2}-\left({\frac {h}{2}}\right)^{2}}},\qquad \qquad (1)}

Determinación de las dimensiones del anillo según una sección transversal vertical dada por el centro de la esfera.

y el radio de la sección transversal horizontal de la esfera a la altura y,, sobre el "ecuador" de la esfera es
{\displaystyle {\sqrt {R^{2}-y^{2}}}.\qquad \qquad (2)}
La sección transversal de la banda con el plano horizontal a la altura y, es la región en forma de anillo (vista desde arriba) que queda situada dentro del círculo más grande de radio dado por (2) y fuera del círculo más pequeño de radio dado por (1). El área de la sección transversal es, por lo tanto, el área del círculo más grande, menos el área del círculo más pequeño:
{\displaystyle {\begin{aligned}&{}\quad \pi ({\text{radio mayor}})^{2}-\pi ({\text{radio menor}})^{2}\\&=\pi \left({\sqrt {R^{2}-y^{2}}}\right)^{2}-\pi \left({\sqrt {R^{2}-\left({\frac {h}{2}}\right)^{2}\,{}}}\,\right)^{2}=\pi \left(\left({\frac {h}{2}}\right)^{2}-y^{2}\right).\end{aligned}}}
El radio R no aparece en la última cantidad. Por lo tanto, el área de la sección transversal horizontal de altura y, no depende de R, siempre que y ≤ h2 ≤ R. El volumen de la banda es
{\displaystyle \int _{-h/2}^{h/2}({\text{área de la sección transversal a la altura y}})\,dy,}
que no depende de R.
El volumen se determina utilizando el principio de Cavalieri: los volúmenes con secciones transversales correspondientes de igual tamaño son iguales. De hecho, el área de la sección transversal es la misma que la correspondiente a la sección transversal de una esfera de radio h/2, que tiene volumen
{\displaystyle {\frac {4}{3}}\pi \left({\frac {h}{2}}\right)^{3}={\frac {\pi h^{3}}{6}}.}

## Bibliografía

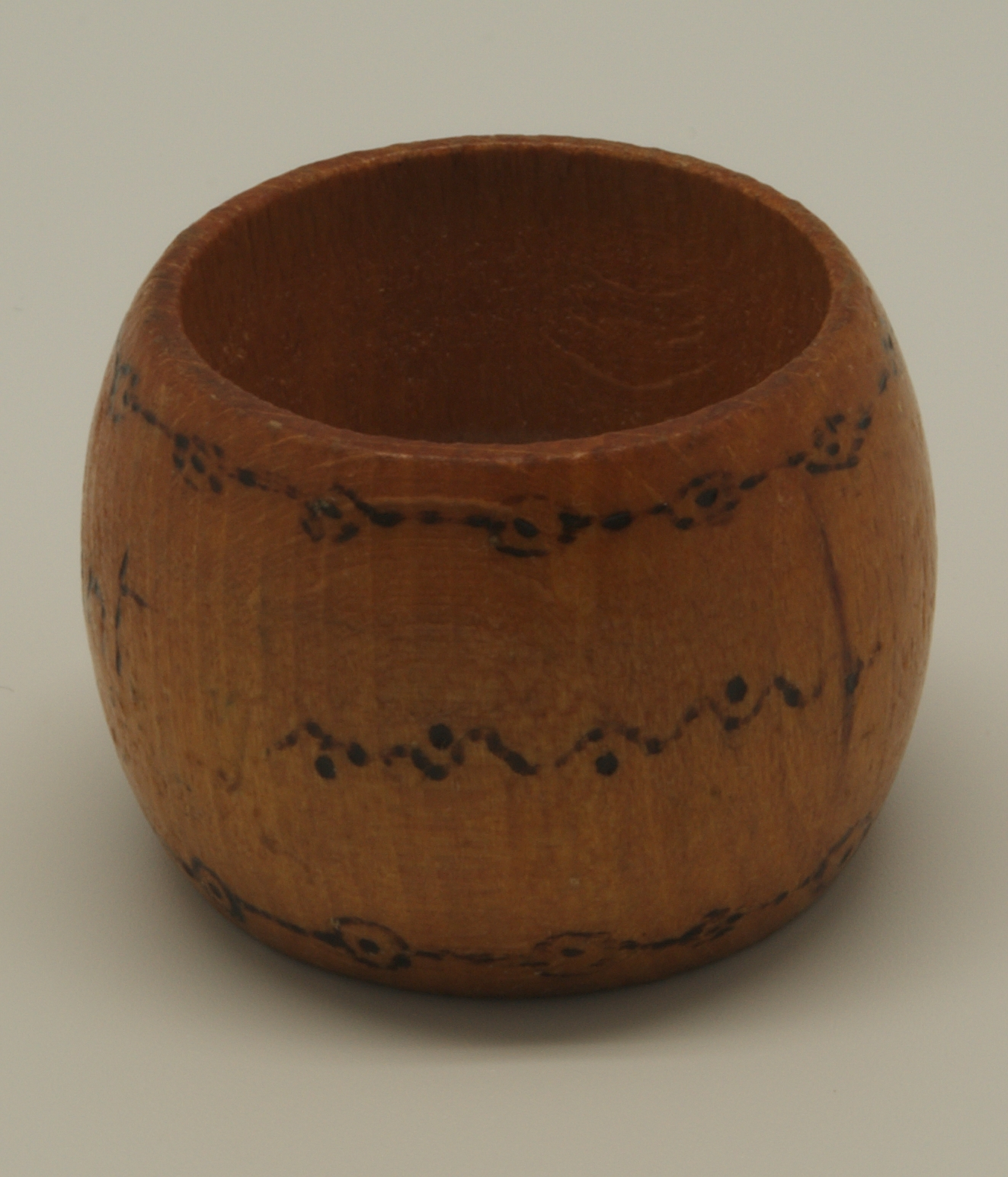
Un servilletero pirografiado con forma de anillo esférico.